# モノアミン酸化酵素阻害薬
モノアミン酸化酵素阻害薬（モノアミンさんかこうそそがいやく、英語: Monoamine oxidase inhibitor：MAOI）は、モノアミン酸化酵素の働きを阻害することによって、脳内の主なモノアミン神経伝達物質であるドーパミンやセロトニン、アドレナリンのような物質を分解されないようにする薬剤の総称である。
MAO阻害薬（まおそがいやく）とも呼ばれ、抗うつ薬や抗パーキンソン病薬として用いられる。日本では、抗うつ薬にも使われたが、現在では抗パーキンソン病薬として使われる。

## 概説
モノアミン酸化酵素には、AとBがあり、一番初めのイプロニアジドはその両方に作用し、肝炎の副作用によって、市場から撤退した。古典的な抗うつ薬としてのセレギリンは、Bを阻害するMAO-B阻害剤である。食品中のチラミンによって血圧が高まるといった副作用があり、重症のうつ病以外には用いられなくなった。
この副作用を改良した可逆性モノアミン酸化酵素A阻害薬(RIMA)が開発され、モクロベミド（オーロリクス）が世界で使われている。RIMAは、社交不安障害の治療選択肢でもある。天然に由来するRIMAであるハルミンは、アヤワスカという幻覚剤の形で、南アメリカの原住民に伝統的に用いられてきた。MAO-B阻害薬が、パーキンソン病の治療に使われている。
副作用として、最終的に体内でドーパミンとなる食品中のチラミンとの相互作用によって、発作的な高血圧が生じることがある。薬物間の相互作用も同様であり、セロトニンの再取り込みを阻害する多くの抗うつ薬では、セロトニン症候群を起こしうるため、併用禁忌である。ドーパミンの放出を促進する薬物との併用も、注意を要する。

## 歴史
シリアン・ルー (harmal、学名Peganum harmala L.) に含まれるハルミンにMAO-A阻害作用があることが発見されており、バニステリオプシス・カーピ (Banisteriopsis caapi) に含まれるハルミンは、アマゾンの部族が幻覚性飲料のアヤワスカを作る材料のひとつとして用いてきた。文献学的には18世紀には使用されている。
MAOIが最初の抗うつ薬となった。1950年代には、抗結核薬のイプロニアジドを投与された患者に、軽い高揚が見られることに気付かれていた。これは結核の治療に使われる抗生物質のイソニアジドの誘導体である。1952年にはモノアミン酸化酵素阻害作用が発見される。クラインは、1956年にロックランド州立病院の入院中のうつ病患者や、統合失調症の患者にイプロニアジドを試し、特にうつ病に有効であることを発見し、1957年に論文にて発表した。後の商品名 Marsilid  から、この効果は marsilization と呼ばれた。1958年にロシュが抗うつ薬として市販し始めたが、3年後には肝炎や腎臓障害の重大な副作用のため、イプロニアジドはヒドラジン系であったがヒドラジン系として開発された10種類以上の薬が、多くの国で市場から撤退した。
イプロニアジドの肝臓障害の副作用が強かったため、モノアミン酸化酵素阻害薬（MAOI）の抗うつ薬としてトラニルシプロミンや、イソカルボキサジドが開発された。1940年代にアンフェタミンの誘導体として合成されたものが、新たに1959年に非ヒドラジン系のMAOIとして発見され、1961年にイギリスのスミスクライン・アンド・フレンズより発売され、アメリカ合衆国でも発売されたが、これも3年で高血圧発作や脳出血の死亡によって市場から撤退した。また、（MAOIではない）三環系抗うつ薬が開発され導入されると、MAOIの使用は減っていった。こうした副作用は、MAOIによくない評判を与え、安全性の向上した薬剤の探索にもつながった。
第一世代の選択性のないMAOIの主な副作用は、チーズ効果によって生じ、チーズなどチラミンの多い食品が原因となる。MAOIは、日本では1960年代後半からあまり用いられなくなり、理由としては食品との相互作用や、肝障害、また安易に三環系抗うつ薬と併用されて相互作用による副作用が多発したことが挙げられる。
1963年に、非可逆的なパルギリンが、アメリカ合衆国とイギリスでアボット・ラボラトリーズから発売され、抗高血圧剤ともみなされ長く使われたが、高血圧を引き起こす副作用から、チラミンを含有する食品を避けなければならず、2007年に販売中止した。1978年に、可逆的なカロキサゾンが開発されたが、チラミンに血圧の反応を示すため、市販されなくなった。
その後、副作用の点で改良された可逆性モノアミン酸化酵素A阻害薬(RIMA)という、可逆性MAO-A阻害薬が開発され、モクロベミドであり、欧州でオーロリックス、カナダでマネリックスの名で販売されている。RIMAはヨーロッパで開発され、その後、開発はされていない。

## 作用機序

ノルアドレナリン神経におけるモノアミン酸化酵素阻害薬の作用機序。

脳内のモノアミン酸化酵素は、ドーパミンやセロトニンを分解するが、モノアミン酸化酵素阻害薬は、その働きを阻害する。モノアミンのうち主なものは、ドーパミン、アドレナリン、セロトニンで、脳における重要な神経伝達物資である。そのことで、脳内にドーパミンなどの濃度が上昇する。結果的に脳内のモノアミン神経伝達物質の量を増やす。
このことを言い換えると、モノアミン酸化酵素は、生体を不安定にする可能性のある食物中のアミンを破壊して、無害化しているともいえる。
パーキンソン病では、ドーパミンの濃度の上昇が病状改善に関与する。うつ病では、三環系抗うつ薬とは異なりセロトニン以外にも作用するため、気分以外の行動や認知面での改善も生じる。モノアミン仮説による治療効果が提唱されているが、効果が高くないことなどから、この仮説への疑問も生じている。

### 選択性
モノアミン酸化酵素 (MAO) には、AとBがある。サブタイプのA型がノルアドレナリンとセロトニンを、B型がドーパミンを阻害する。
MAO阻害剤の選択性とは、このどちらかを選択的に阻害するということである。また非可逆とは、阻害剤が酸化酵素に結合してから離れることがないということであり、可逆的とは時間の経過とともに酸化酵素への結合が離れるということである。非可逆と可逆とは、非可逆はMAOを破壊するため生体が新しいMAOを作り出すまで2週間ほど阻害されるのに対し、可逆では薬剤の血中濃度の低下と共に阻害作用が減弱する。
最初のMAOIは、非選択的にMAO-AにもMAO-Bも阻害し、さらに非可逆的であり、そうしたことが副作用を起こしたため、改良されてきた。古典的な抗うつ薬としての、Bを阻害するのがMAO-B阻害薬である。近年、可逆性モノアミン酸化酵素A阻害薬(RIMA)という、可逆性MAO-A阻害薬は、MAO-B阻害薬に比べ食品中チラミンによる副作用について改善され、飲食品を制限する必要はないと言われている。
MAO-Bの阻害はドーパミンの増加をもたらす。パーキンソン病では線条体にMAO-Bが多いことから、MAO-B阻害薬が用いられる。
- セレギリン - 非可逆的MAO-B阻害薬 日本でこの種類のパーキンソン病薬として最初に承認された医薬品（商品名：エフピー-OD）[9]
- ラサギリン - 非可逆的MAO-B阻害薬 欧米で広く用いられる[9]。日本では2014年3月にイスラエルの製薬会社と製品化に関する契約を締結[13]した日本の製薬会社が2018年3月に国内製造販売の承認を受けた[14] (商品名アジレクト。劇薬に指定[15]。同年５月22日、薬価基準に収載された[16]）。
- モクロベミド（英語版） - 可逆的MAO-A阻害薬(RIMA) アメリカを除き、多くの国でうつ病の治療に承認されている[1]。日本では2006年ごろまでには開発中止されている[17]。
- サフィナミド（英語版） - 可逆的MAO-B阻害薬 欧米で医薬品となっている。日本では2018年10月に承認申請が行われた。

セレギリンは、日本ではかつて抗うつ薬デプレニルの商品名で販売されていた。非選択的MAOIのサフラジンが、以前にサフラの商品名で販売されていた。

## 用法
MAO-B阻害薬は、早期および進行期のパーキンソン病に有効である。MAO-B阻害薬は、アメリカでは、副作用のため重症のうつ病にしか使用されなくなった。RIMAのモクロベミドは、うつ病のサブタイプであるメランコリー型（以前は内因性と呼ばれた）や非定型、あるいは双極性障害のうつなど特定のサブタイプでの研究が行われた。
RIMAは、社交不安障害に対して、SSRIなどの抗うつ薬が無効な場合の選択肢である。

## 副作用
- MAO-Aの働きが阻害されると、主に不安、イライラ、視覚障害、知覚障害、胃腸不調などの症状があらわれる。
- MAO-Bの働きが阻害されるとジスキネジア等の症状があらわれやすくなる可能性が高くなる。

食品中チラミンとの相互作用は、俗に「チーズ効果」と呼ばれ、血管収縮を起こす作用で、チーズやワインなどチラミンの多い食品の摂取によって血圧を上昇させる。最初のMAOIでは高血圧による発作は脳出血などを引き起こしすことが主な問題となり、副作用の改善と回避すべき食品による食事計画が発達した。
選択的MAO-B阻害薬のセレギリンでは、薬剤が高用量の場合に問題となり、日本の保険で適応される1日10mgでは問題とならない。日本のセレギリンの医薬品添付文書では赤枠警告欄に記載され、10mg以上の投与では選択性がなくなる危険性がある。肝臓や腎臓の機能が低下している場合、血中濃度が増加する。ラサギリンの添付文書では中等以上の肝機能障害では禁忌で、軽度だったり低体重や高年齢では低用量から使用を開始するという使用上の注意がある。
モクロベミドでは血圧上昇作用は低く、通常の食事では問題とならない。しかし、チラミンが大量に含まれる珍しいチーズなどでは、血圧上昇を引き起こし注意が必要かもしれない。
かつてセレギリン投与によって死亡率が増加するとされていたが、現在では否定されている。

### 薬物相互作用
セロトニン症候群を引き起こすおそれがあるため、三環系抗うつ薬、SSRI抗うつ薬、SNRIなどとの併用は禁忌である。日本のセレギリンの医薬品添付文書では、赤枠警告欄に記載されており、少なくとも抗うつ薬の投与はセレギリン中止から14日置く。
エフェドリンは、モクロベミドとの併用でも心血管の副作用のリスクを高める。エフェドリン類、アンフェタミン誘導体などドーパミンの放出を促進する薬物との併用で、ドーパミン濃度の異常を引き起こす。悪性症候群。
各種のパーキンソン治療薬や、それ以外の薬品（抗インフルエンザ薬にも用いられるアマンタジンなど）にも相互作用を引き起こすものが多くあるため、これらと併用する場合は事前に注意を払う必要がある。（主にドパミンアゴニスト）
ラサギリンの添付文書では、他のMAOI、抗うつ薬、トラマドールは禁忌となる。またデキストロメトルファンやエフェドリンでも併用の注意が記載されている。
セレギリンはCYP2D6、CYP3A4によって代謝され、これを阻害する薬剤が併用された場合、セレギリンの血中濃度を上昇させる。ラサギリンではCYP1A2で同様の現象が起こり、これを阻害する薬剤には、タバコや他の医薬品がある。

### 離脱
MAOIはその他の抗うつ薬と同様に、障害の経過を変えないので、断薬によって患者を治療前の状態に戻すことができる。一部では、高用量の使用の中止で離脱症状を起こすと報告され、トラニルシプロミンでは特に構造がアンフェタミンに関連していることが指摘された。

## 他の物質
たばこの煙のモノアミン酸化酵素阻害作用は、その煙に含まれるハルマンによるものであり、これは部分的に可逆的とされ、MAO-AおよびBを共に阻害し、他にもコーヒーや、牛ステーキやグリルチキンなど、焼肉にも含まれる神経毒である。
ウコンに含まれる成分のクルクミンは、MAO-AおよびMAO-Bの両方を阻害する。